# Peter Van Petegem
Peter Van Petegem (født 18. januar 1970 i Brakel) er en tidligere professionel belgisk landevejscykelrytter. Han cyklede for det belgiske hold Quick Step-Innergetic.
Han fik sølv ved VM i 1998, og bronze i 2003.
I 2003 vandt han både Paris-Roubaix og Flandern Rundt, det er der kun ti ryttere som har gjort.